# 심재학
심재학(沈哉學, 1972년 10월 18일 ~ )은 전 KBO 리그 KIA 타이거즈의 외야수이자, 현 KIA 타이거즈의 단장, 대한민국 야구 국가대표팀의 퀄리티컨트롤(QC) 코치이다.

## 선수 시절

### 아마추어 시절
충암고 시절 뛰어난 커브를 던지는 좌완 투수였다.

### LG 트윈스시절
고려대 법학과를 졸업하고 1995년에 1차 지명을 받아 입단한 후에는 주로 외야수로 활동했다. 1998년에는 포스트시즌 중 부상으로 시즌을 마감한 외야수 강동우를 대신해 1998년 방콕 아시안 게임에 참가해 금메달을 획득했다.
1999년에 투수로 전향했으나 3승(모두 선발) 3패를 기록했다. 결국 구단과 마찰을 빚은 끝에 트레이드를 요구했고, 1999년 10월 18일 투수 최원호를 상대로 현대 유니콘스로 트레이드됐다.

### 현대 유니콘스시절
최원호와 맞트레이드된 후 2000년 한국시리즈에서 첫 우승을 경험했다. 그러나 2000년 시즌 후 선수협 사건으로 두산 베어스와 관계가 크게 틀어진 외야수 심정수를 상대로 2001년 2월 9일에 두산 베어스로 트레이드됐다.

### 두산 베어스시절
2001년 한국시리즈 우승 멤버로 활동했다. 주 포지션은 우익수였으며, 공격보다 수비 능력이 뛰어난 선수였다. 특히 어깨가 강해 외야에서 내야로의 강하고 정확한 송구는 '빨랫줄 송구'로 불리며 국내 최고로 인정받았다. 유일하게 3할 타율 이상을 기록했고 팀이 우승했던 시즌인 2001년에는 타율 부문 2위에 오르며 공격에서 뛰어난 활약을 했다.

### KIA 타이거즈시절
2003년 12월 10일에 1루수 황윤성, 투수 박진철을 상대로 KIA 타이거즈에 트레이드됐다.
KIA 이적 초기에는 좋은 모습을 보였으나, 부상으로 인해 갈수록 외야진에서 설 자리를 잃었다. 2008년에는 개막전 1타석에 나온 것 외에는 2군으로 내려가며 결국 출전 기회를 잃었고, 결국 6월 10일 내야수 안재만과 함께 웨이버 공시되어 방출된 후 현역 은퇴를 선언했다.

## 야구선수 은퇴 후
2008년 시즌 후 당시 히어로즈에 새로 부임한 김시진 감독의 부름을 받아 2008년 10월 16일에 히어로즈의 2군 타격코치로 영입되어 2009년부터 지도자 생활을 시작했다. 이후 그는 자신처럼 투수에서 타자로 전향한 장민석을 톱 타자로 만들었다.
이후 히어로즈에서만 9년 동안 타격코치, 외야수비코치, 수석코치 등을 역임하다가, 장정석 감독과의 마찰로 2018년 시즌 후 결별했다.
2019년부터 MBC 스포츠플러스의 야구 해설위원으로 영입되어 2023년 시즌 중 KIA 타이거즈의 단장으로 자리를 옮길 때까시 해설가로 활동했다.
2023년 월드 베이스볼 클래식에서는 국가대표팀 퀄리티컨트롤 코치로 선임됐으며, WBC 도중 건강 이상으로 김기태 타격코치가 귀국하자 타격코치를 겸직했다.
박동원의 FA 뒷돈 폭로로 해임된 장정석의 후임으로 2023년 5월에 KIA 타이거즈의 단장으로 선임되어 야구인 커리어로는 처음으로 구단의 프런트를 맡게 됐다.

## 출신 학교
- 서울영중초등학교
- 충암중학교
- 충암고등학교
- 고려대학교

## 배우자
- '이재원' (1977년 ~ 현재)

## 수상
- 1990년 제 44회 황금사자기 고교 야구 대회 MVP

## 통산 기록
- 투수 기록

| 연도 | 팀명  | 평균자책점 | 경기 | 완투 | 완봉 | 승 | 패 | 세 | 홀 | 승률  | 타자 | 이닝   | 피안타 | 피홈런 | 볼넷 | 사구 | 탈삼진 | 실점 | 자책점 |
| ---- | ----- | ---------- | ---- | ---- | ---- | -- | -- | -- | -- | ----- | ---- | ------ | ------ | ------ | ---- | ---- | ------ | ---- | ------ |
| 1999 | LG    | 6.33       | 15   | 0    | 0    | 3  | 3  | 0  | 0  | 0.500 | 219  | 48 1/3 | 48     | 5      | 34   | 2    | 32     | 37   | 34     |
| 통산 | 1시즌 | 6.33       | 15   | 0    | 0    | 3  | 3  | 0  | 0  | 0.500 | 219  | 48 1/3 | 48     | 5      | 34   | 2    | 32     | 37   | 34     |

- 타자 기록

| 연도 | 팀명   | 타율  | 경기 | 타수 | 득점 | 안타 | 2루타 | 3루타 | 홈런 | 루타 | 타점 | 도루 | 도실 | 볼넷 | 사구 | 삼진 | 병살 | 실책 | 비고                       |
| ---- | ------ | ----- | ---- | ---- | ---- | ---- | ----- | ----- | ---- | ---- | ---- | ---- | ---- | ---- | ---- | ---- | ---- | ---- | -------------------------- |
| 1995 | LG     | 0.230 | 106  | 239  | 32   | 55   | 10    | 4     | 4    | 85   | 18   | 2    | 5    | 52   | 5    | 42   | 1    | 3    |                            |
| 1996 | LG     | 0.285 | 118  | 389  | 59   | 111  | 15    | 1     | 18   | 182  | 72   | 1    | 4    | 64   | 11   | 58   | 7    | 7    |                            |
| 1997 | LG     | 0.285 | 117  | 411  | 54   | 117  | 23    | 1     | 15   | 187  | 84   | 5    | 2    | 54   | 2    | 51   | 8    | 6    |                            |
| 1998 | LG     | 0.267 | 124  | 412  | 47   | 110  | 22    | 1     | 11   | 167  | 70   | 0    | 1    | 59   | 7    | 65   | 6    | 8    | 방콕 아시안 게임 대표 선수 |
| 1999 | LG     | 0.000 | 1    | 0    | 0    | 0    | 0     | 0     | 0    | 0    | 0    | 0    | 0    | 0    | 0    | 0    | 0    | 0    |                            |
| 2000 | 현대   | 0.265 | 130  | 430  | 66   | 114  | 30    | 1     | 21   | 209  | 75   | 3    | 2    | 51   | 15   | 59   | 7    | 4    |                            |
| 2001 | 두산   | 0.344 | 117  | 369  | 83   | 127  | 20    | 1     | 24   | 221  | 88   | 7    | 1    | 86   | 7    | 50   | 6    | 6    | 골든 글러브                |
| 2002 | 두산   | 0.245 | 119  | 383  | 56   | 94   | 16    | 3     | 15   | 161  | 57   | 2    | 1    | 67   | 6    | 55   | 11   | 5    |                            |
| 2003 | 두산   | 0.236 | 111  | 276  | 28   | 65   | 16    | 0     | 5    | 96   | 27   | 1    | 0    | 39   | 3    | 44   | 6    | 2    |                            |
| 2004 | KIA    | 0.282 | 128  | 372  | 64   | 105  | 23    | 2     | 22   | 198  | 81   | 1    | 4    | 79   | 6    | 54   | 7    | 3    |                            |
| 2005 | KIA    | 0.254 | 94   | 252  | 34   | 64   | 9     | 0     | 12   | 109  | 39   | 3    | 1    | 43   | 7    | 50   | 6    | 2    |                            |
| 2006 | KIA    | 0.176 | 56   | 119  | 7    | 21   | 5     | 0     | 2    | 32   | 7    | 0    | 2    | 16   | 0    | 24   | 1    | 1    |                            |
| 2007 | KIA    | 0.235 | 25   | 51   | 9    | 12   | 4     | 0     | 0    | 16   | 4    | 0    | 0    | 7    | 0    | 6    | 3    | 0    |                            |
| 2008 | KIA    | 0.000 | 1    | 1    | 0    | 0    | 0     | 0     | 0    | 0    | 0    | 0    | 0    | 0    | 0    | 0    | 0    | 0    |                            |
| 통산 | 10시즌 | 0.269 | 1247 | 3704 | 539  | 995  | 193   | 14    | 149  | 1663 | 622  | 25   | 23   | 617  | 69   | 558  | 69   | 47   |                            |